# Хай-ен-Нур (Шарм-еш-Шейх)

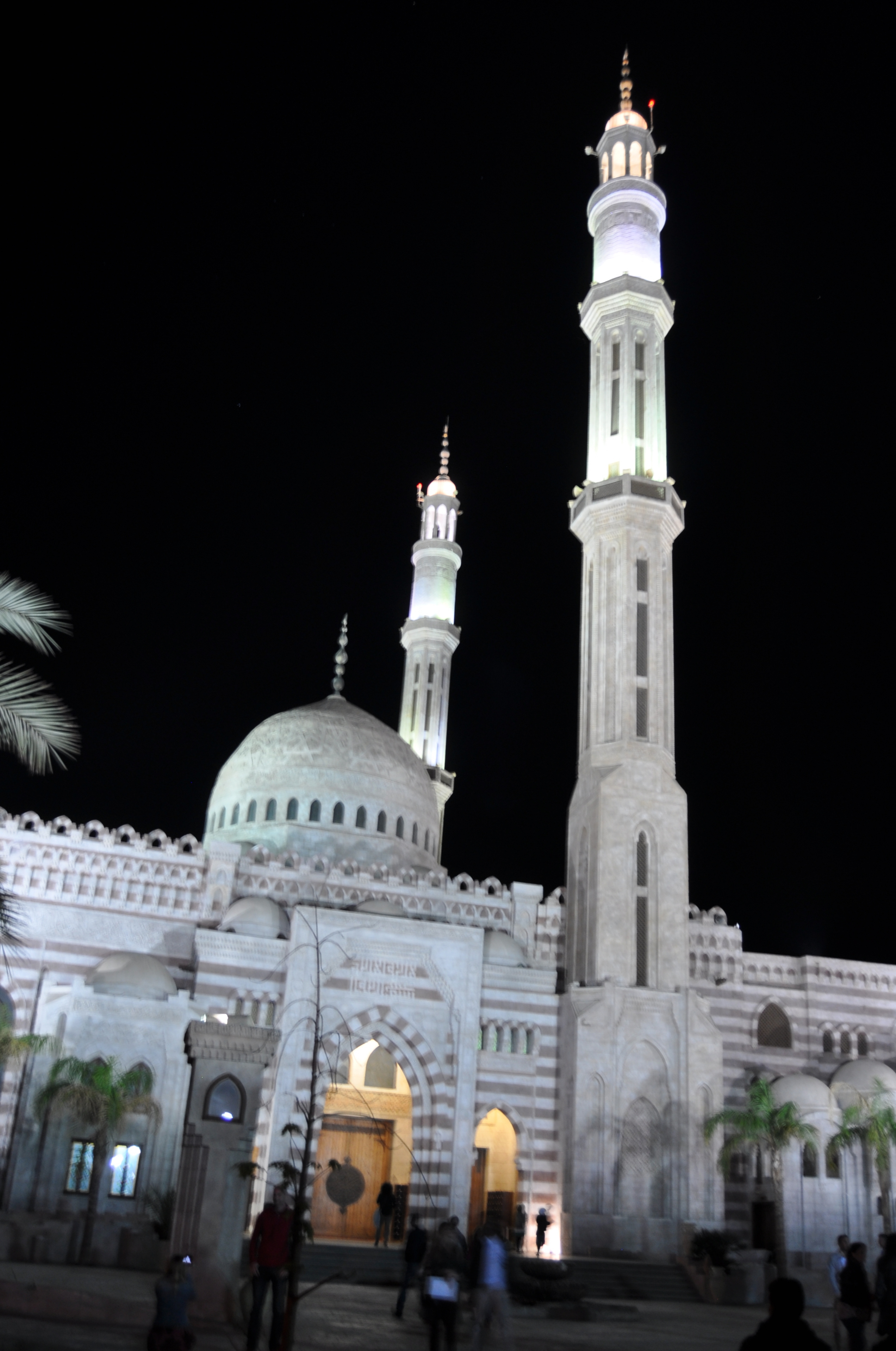
Мечеть

Житловий район у місті Шарм-еш-Шейх, Єгипет, розташований через дорогу Peace Road навпроти району Дельта-Шарм, в сторону гірської гряди.
За своєю суттю район не є ні готелем, ані окремим житловим комплексом. Кілька вулиць і провулків, забудованих в різний час окремими приватними віллами, і має в порівнянні з організованими житловими комплексами більш стихійний, «демократичний» характер забудови, переважно — в арабському колориті.
В Хай-ен-Нурі розташована найбільша (до побудови нової в Старому місті) в місті мечеть. Мається школа, магазини, міжміська автобусна станція, працює найбільший в Південному Синаї Міжнародний медичний центр, а також Римський театр.
Готелі відсутні. Працюють деякі представництва туристичних компаній, розташовані офіси, автосалони, великі торгові центри.
Відмінною особливістю району є також і те, що в ньому розташована Православна церква.
Лицьовою стороною Хай-ен-Нур виходить на Peace Road, протилежною стороною — на гірську гряду. Безпосереднього виходу до моря не має.